# Norse Atlantic Airways
Norse Atlantic Airways AS è una compagnia aerea norvegese a basso costo e di lungo raggio, con sede ad Arendal, Norvegia. Fondata nel febbraio 2021, la compagnia aerea opera una flotta di Boeing 787 tra l'Europa e il Nord America. Il suo volo inaugurale ha avuto luogo il 14 giugno 2022, dall'aeroporto di Oslo-Gardermoen, all'aeroporto Internazionale John F. Kennedy di New York City.

## Storia

### Fondazione
Norse Atlantic Airways è stata fondata nel febbraio 2021 da Bjørn Tore Larsen, con Bjørn Kise e Bjørn Kjos che detengono quote di minoranza. La compagnia aerea è stata annunciata il 15 marzo 2021, insieme ai suoi piani per iniziare a vendere i biglietti nell'autunno del 2021 per l'inizio dei voli commerciali di linea nel dicembre dello stesso anno. I piani della compagnia aerea includevano anche l'intenzione di operare dodici Boeing 787 Dreamliner precedentemente operati da Norwegian Air Shuttle e le sue filiali associate, stabilendo partnership con altre compagnie aeree norvegesi, tra cui Norwegian Air Shuttle e la startup Flyr, oltre a quotare la compagnia alla Borsa di Oslo. La compagnia aerea aveva annunciato come destinazioni Londra, Oslo e Parigi in Europa e Los Angeles, Miami e New York City negli Stati Uniti, esprimendo interesse a servire successivamente destinazioni in Asia. Per lanciare la società, i suoi azionisti hanno completato un collocamento privato di 1,275 miliardi di corone norvegesi (150 milioni di dollari USA) il 26 marzo 2021. Il 29 marzo 2021, AerCap ha annunciato la firma di un contratto di locazione con Norse Atlantic per i primi nove Boeing 787 della compagnia aerea, costituiti da tre 787-8 e sei 787-9.[7] Dopo il debutto di Norse Atlantic sul mercato azionario di Oslo il 12 aprile 2021, la società ha raccolto oltre 1,4 miliardi di corone norvegesi (165 milioni di dollari USA) nella sua offerta pubblica iniziale (IPO).
Nell'agosto 2021, Norse Atlantic Airways ha annunciato di essersi assicurata i diritti di leasing per altri sei Boeing 787-9 da BOC Aviation, aumentando la sua flotta pianificata da dodici a quindici aeromobili, con consegne a partire dal 2021. Il 10 agosto 2021, la compagnia aerea ha rivelato la sua immagine aziendale e la livrea degli aerei. cio.a compagnia ha inoltre annunciato di aver richiesto un certificato di operatore aereo (COA) in Norvegia e di voler richiedere un COA aggiuntivo nel Regno Unito. Nel settembre 2021, Norse, nella sua domanda al Dipartimento dei trasporti degli Stati Uniti (USDOT) per un permesso di vettore aereo straniero, ha delineato l'operazione di voli da Oslo agli aeroporti di Fort Lauderdale, Newburgh e Ontario, che servono Miami, New York City, e le aree di Los Angeles rispettivamente. Nel novembre 2021 le sono stati assegnati slot di arrivo e partenza all'aeroporto di Londra Stansted.
Il 20 dicembre 2021, il primo Boeing 787-9 di Norse Atlantic è stato portato a Oslo in vista del lancio delle operazioni previsto per la primavera del 2022, e il 29 dicembre 2021 la compagnia ha ottenuto il COA dall'Autorità per l'aviazione civile norvegese. Il 14 gennaio 2022, la compagnia ha ricevuto l'approvazione dall'USDOT per operare servizi di linea e charter tra l'Europa e gli Stati Uniti. Il 15 marzo, un anno dopo la rivelazione pubblica di Norse Atlantic, la compagnia aerea ha annunciato di aver pianificato di iniziare la vendita dei biglietti nell'aprile 2022 con l'avvio delle operazioni nel giugno 2022 e che le erano stati assegnati degli slot all'aeroporto di Gatwick di Londra.

### Avvio delle operazioni
Norse Atlantic ha aperto le prenotazioni e ha annunciato la sua rete di rotte il 28 aprile 2022 e che i voli sarebbero stati lanciati il 14 giugno 2022 tra Oslo e New York JFK, prima di operare successivamente servizi per Fort Lauderdale, Orlando e Los Angeles. In particolare, la compagnia aerea ha deviato dalle sue intenzioni di operare a Newburgh o in Ontario. Il 26 maggio 2022, la compagnia aerea ha annunciato i dettagli delle operazioni nella sua prima destinazione europea al di fuori di Oslo, con voli da Londra Gatwick sia per la sua base di Oslo che per New York JFK che sarebbero iniziati il 12 agosto 2022. Ha inoltre annunciato la sua seconda destinazione europea al di fuori di Oslo l'8 giugno 2022, con voli da Berlino a New York JFK e Los Angeles, rispettivamente il 17 e 18 agosto 2022.
Il 28 luglio 2022, Norse Atlantic ha lanciato le sue prime partnership con altre compagnie aeree, costituite da easyJet, Norwegian Air Shuttle e Spirit Airlines per fornire traffico di collegamento tra le compagnie attraverso i servizi forniti da Dohop. Per il primo programma invernale della compagnia aerea dal lancio, dall'ottobre 2022 ha ulteriormente ridotto il programma rispetto a quanto precedentemente pianificato in linea con la ridotta domanda di passeggeri, con le sue rotte per Los Angeles e Orlando diventate stagionali. Norse Atlantic ha successivamente annunciato l'aggiunta di Parigi Charles de Gaulle e Roma Fiumicino rispettivamente a marzo e giugno 2023.

## Identità aziendale

### Proprietà
Norse Atlantic Airways ha sede ad Arendal, in Norvegia, ed è interamente di proprietà della società madre Norse Atlantic ASA. Alla sua fondazione all'inizio del 2021, la compagnia aerea era di proprietà del 63% del CEO Bjørn Tore Larsen e delle sue affiliate, del 15% di Bjørn Kjos e del 12% di Bjørn Kise. A gennaio 2023, dopo la quotazione della capogruppo alla Borsa di Oslo, Bjørn Tore Larsen è rimasto l'azionista di maggioranza con una quota del 25,6%, seguito da investitori istituzionali come UBS Switzerland (5,0%), Goldman Sachs International (4,2%) e Alto Holding AS (2,9%).
Norse Atlantic ha anche istituito Norse Atlantic UK come filiale britannica il 10 maggio 2021, con la società che ha ricevuto un COA britannico e una licenza operativa il 28 settembre 2022.

### Branding
Il logo aziendale di Norse Atlantic è direttamente ispirato alla nave di Oseberg, con la livrea e il marchio ispirati alle lunghe navi utilizzate dai vichinghi per attraversare il Nord Atlantico. Il marchio della compagnia aerea è stato ideato e disegnato da Markus Lock. I suoi aerei prendono il nome da vari parchi nazionali situati in paesi serviti dalla compagnia aerea, come Raet, Everglades, Dartmoor e Yellowstone National Park.

## Destinazioni
Al 2022, Norse Atlantic collega tra loro Norvegia, Germania, Regno Unito, Italia e Stati Uniti, prevedendo di includere Francia

### Accordi commerciali
Norse Atlantic Airways ha accordi di interline virtuali con le seguenti compagnie aeree:
- easyJet
- Flyr
- Norwegian Air Shuttle
- Spirit Airlines

## Flotta
A settembre 2024 la flotta di Norse Atlantic Airways è così composta: